# Жъхъйска операция
Жъхъйската операция (на китайски: 熱河戰役) е военна операция в провинция Жъхъ между 21 февруари и 1 март 1933 година.
Тя е част от необявената война между Китай и Япония. След като създават марионетната държава Манджоу-Го, японците продължават агресивните си действия, възползвайки се от административната и военна дезорганизация на Китай. В края на февруари те навлизат в контролираната от Джан Сюелян провинция Жъхъ и през следващите дни завземат Чаоян, Чифън и столицата на провинцията Чъндъ. В резултат на операцията Манджоу-Го анексира Жъхъ, а японците напредват на юг към Хъбей.